# Sterrenplein
Het Sterrenplein is een van de vele pleintjes in Tuindorp Oostzaan.
Het plein kreeg haar naam op 26 oktober 1921, het werd vernoemd naar ster in een buurt waar alle straten en pleinen vernoemd zijn naar hemellichamen. Het is één van vier pleinen die symmetrisch rondom het Zonneplein liggen. De andere drie kregen de namen Planetenplein, Castorplein en Polluxplein. Het Planeten- en het Sterrenplein worden met elkaar verbonden door de Kleine Beerstraat en Grote Beerstraat. Hoe het plein er bij oplevering uitzag is niet meer bekend maar in 1961 kwam hier de gemeente langs om een plattegrond van het plein in te tekenen. Er stonden toen langs de randen van het plein twaalf platanen (platanus acerifolia). Die situatie duurde niet lang; in 1962 werd het plein voorzien van minstens twee speelattributen van Aldo van Eyck; er kwam een klimpiramide en een rotonde. Voorts kwamen er evenwichtsbalken en zitbankjes.
Die speelplaats werd later weer opgeruimd en vervangen door een modernere. Ook de originele bomen verdwenen. In 1975 en 1985 werden er Kaukasische vleugelnoten geplaatst. Vermoedelijk werden er toen ook delen van het middenplein opgeofferd voor parkeerplaatsen.
De huizen zijn meest ontworpen door architecten Berend Tobia Boeyinga en Jo Mulder en dateren van omstreeks 1921. Beide heren waren ook de ontwerpers van het stratenplan. De woningen zijn volgens de ordekaart wel behoudswaardig, maar geen gemeentelijk of rijksmonument. Wel is het tuindorp als geheel beschermd stadsgezicht.

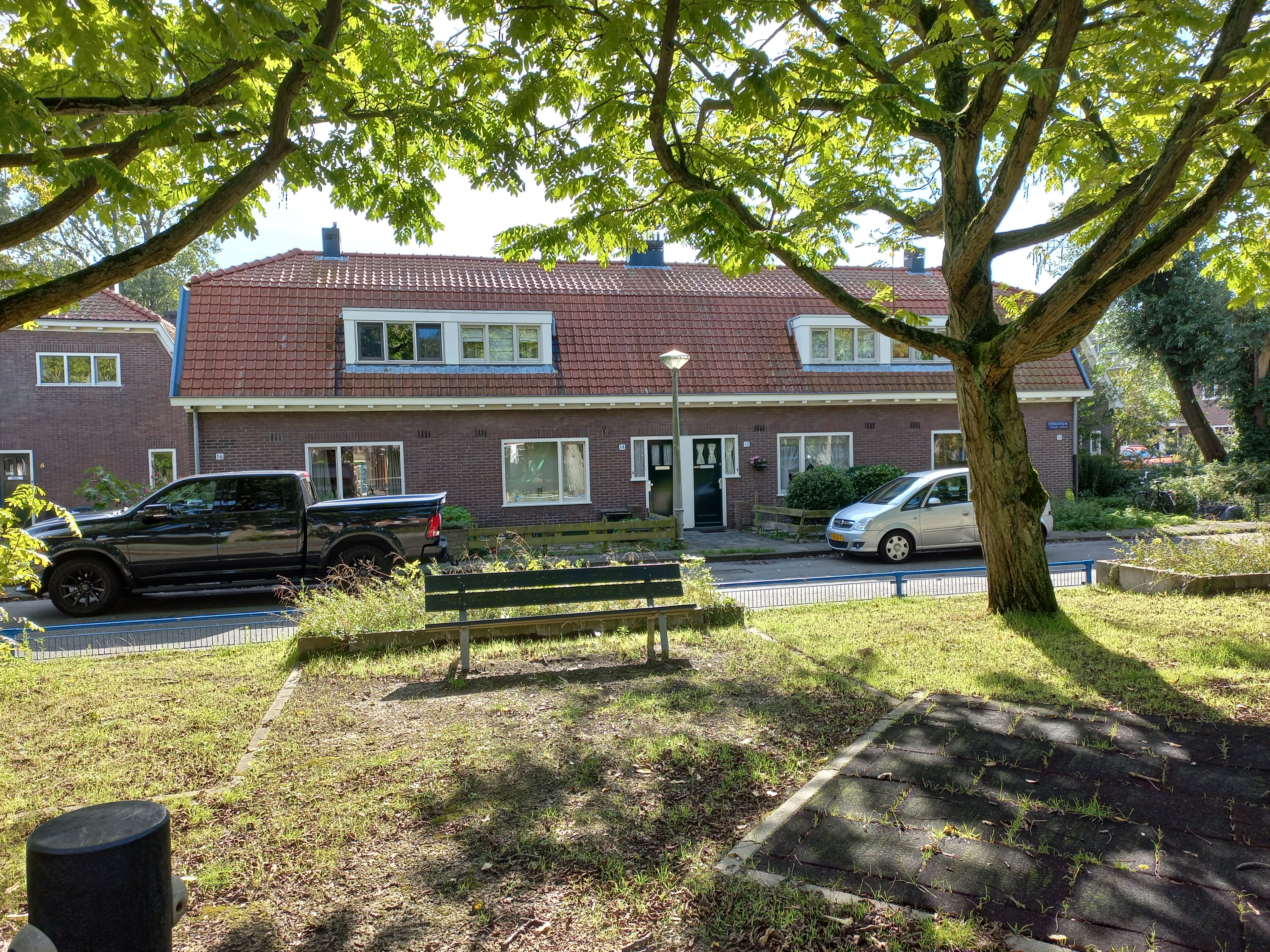
Markante bebouwing (september 2023)